# Septiktank
En septiktank er en bundfældningsbeholder, som er koblet på et afløb fra et toilet. Idéen med septiktanken er, at den skal samle det faste affald i spildevandet, som passerer tanken, inden det løber ud i en faskine. Denne måde at løse kloakeringsproblemet på er i dag sjælden i helårshuse; men anvendes stadigvæk ofte i sommerhuse. De fleste toiletter er koblet på en kloakledning, som sender spildevand til et rensningsanlæg.
| Byggeri og bygningsdele | Spire Denne artikel om byggeri og bygningsdele er en spire som bør udbygges. Du er velkommen til at hjælpe Wikipedia ved at udvide den. |